# Gynacantha membranalis
Gynacantha membranalis (лат.) — вид стрекоз из семейства коромысел (Aeshnidae).

## Описание
Тускло-красновато-коричневое стрекозы. Птеростигма оранжевая. На переднем крыле её длина не менее 5 мм. Ноги красноватые с темными коленями. Длина заднего крыла у самцов от 55 до 60 мм, у самок от 59 до 64 мм. Брюшко значительно расширено при основании и сужена в третьем сегменте. Задние края всех сегментов брюшка с узкими черноватыми участками. Длина брюшка у самцов от 55 до 63 мм, у самок от 61,5 до 65 мм.
Личинки прозрачные с темно-коричневыми пятнами на спине от первого до девятого сегмента. Мандибулы с заостренными зубами неправильной формы. Бёдра с рядами коротких шипиков. Боковые жаберные пластинки (парапрокты) на конце брюшка длиннее срединной жаберной пластинки (эпипрокт).

## Экология
Имаго активны днём. Личинки развиваются в фитотельматах в дуплах деревьев совместно с личинками семейства Pseudostigmatidae. Так как в покое стрекозы держат крылья горизонтально, то самки не могут откладывать яйца в дупла с узким входом. Объём фитотельмата пригодный для заселения личинками этого вида варьирует от 01, до 50 л. В крупных дуплах может обитать до 15 личинок. В дуплах размером менее одного литра до окончания развития доживает обычно только одна личинка.

## Распространение
Вид встречается в Центральной Америке, Колумбии, Венесуэле, Гайане, Французской Гвиане, Суринаме, Эквадоре, Перу, Боливии, Бразилии в штате Пара.